# علاءالدین محمد ختنی
علاءالدین محمد ختنی (مشهور به: امام علاءالدین محمد الختنی)  دانشمند و عارف مسلمان اهل کاشغر است.
او شخصی است که با کوچلک خان، حاکم بودایی مذهب کاشغر و ختن دربارهٔ اصول و مبانی اسلام مناظره کرد. کوچلک خان فرزند "تایانگ خان"، رئیس قبیله "نایمان" از قبایل مغول بود. آن‌ها در سرزمین‌های بالادست رود "ارخن" و دامنه کوه‌های آلتای زندگی می‌کردند. همراه با به سلطنت رسیدن سلطان محمد خوارزمشاه، چنگیزخان هم در مغولستان قدرت پیدا کرده و اقوام مغول را شکست می‌داد. در سال ۶۰۰ ه. ق. چنگیزخان "تایانگ خان" را شکست داده و او را کشت. پس از تایانگ خان، فرزند او کوچلک خان به قدرت رسید و با جمع کردن قبیله "نایمان" به کاشغر و ختن حمله کرد. او برای ایراد وارد کردن بر مبانی دین اسلام مناظره‌ای را با حضور مردم شهرهای ختن برپا کرده و با محمد ختنی مناظره کرد.

## مناظره با کوچلک خان
محمد جوینی در کتاب تاریخ جهانگشای جوینی می‌نویسد:
«... امام به حق علاءالدین محمدالختنی ... برخاست و به نزدیک کوچلک آمده بنشست و کمر حق گویی بر میان راستی بست و در ادیان بحث آغاز نهاد و چون آواز بلندتر شد و امام شهید حجت‌های قاطع تقریر می‌داد و حضور و وجود او را محض عدم می‌دانست حق بر باطل و عالم بر جاهل غالب گشت ... تا آنکه کوچلک در سخن گفتن جسارت به رسول اکرم می‌کند. اما شهید در جواب او فریاد می‌زند: خاک به دهانت ای عدوی دین کوچلک لعین ...»
کوچلک خان چند روز کشتن محمد ختنی را به عقب می‌اندازد و به او وعده پست و مقام و ثروت داده و جواهرات در اختیار او می‌گذارد اما محمد ختنی بر مواضع خود می‌ایستد و سرانجام او را بر سردر مدرسه‌ای که خود در ختن ساخته بود به چهارمیخ می‌کشند.